# Sista pinnen på stegen
Sista pinnen på stegen (originaltitel The Last Rung on the Ladder) är en novell av den amerikanske författaren Stephen King från 1978. Novellen handlar om en ung pojke och hans syster, som älskar att klättra upp för den gamla stegen ute i ladan hemma, och hoppa ner i höet nedanför. Men en dag ramlar stegen ner.